# Penniverpa megaplax
Penniverpa megaplax är en tvåvingeart som beskrevs av Webb 2008. Penniverpa megaplax ingår i släktet Penniverpa och familjen stilettflugor. Inga underarter finns listade i Catalogue of Life.